# Lac Rémigny
Lac Rémigny är en sjö i Kanada.   Den ligger i regionen Abitibi-Témiscamingue och provinsen Québec, i den sydöstra delen av landet, 400 km nordväst om huvudstaden Ottawa. Lac Rémigny ligger 262 meter över havet. Den ligger vid sjöarna  Lac Chabot Lac Gosselin Lac Letourneau och Lac Mercier.
I omgivningarna runt Lac Rémigny växer i huvudsak blandskog. Trakten runt Lac Rémigny är nära nog obefolkad, med mindre än två invånare per kvadratkilometer.